# Cacumen
Cacumen fue una revista mensual de pasatiempos de ingenio, con un especial acento en las matemáticas recreativas,  juegos de estrategia abstractos y puzles, aunque en casi todos los números pueden encontrarse algunas páginas dedicadas al cómic y al humor, relatos cortos y tests sobre cultura. Los artículos matemáticos presentan un nivel de rigor adecuado para una publicación divulgativa y pueden considerarse de utilidad para alumnos de educación secundaria. La publicó Zugarto Ediciones entre 1983 y 1986 con un total de 47 números. 
El título completo de la revista era Cacumen, revista lúdica de cavilaciones a partir de su número 24 empezó a aparecer como Cacumen, ingenio, juegos y humor. 
De hecho, la revista era un reciclado de la argentina "Humor y Juegos" (luego "Juegos para Gente de Mente"). 

## Curiosidades
La palabra Cacumen significa agudeza o perspicacia.
En el número 36 y 38 aparecen tests de Mensa. 
En los números 26, 27, 32 se publicaron artículos de Martin Gardner.